# Kulturell evolution
Kulturell evolution är ett samlingsnamn för teorier kring kulturell och social utveckling inom kultur- och samhällsvetenskap som beskriver hur kulturer och samhällen har utvecklats.
Teorierna har det gemensamt att de ser mänsklig kultur som beteenden, idéer och artefakter som något som kan föras över mellan individer och förändras över tid. Inlärningen av olika kulturella drag och beståndsdelar kan ske på en mängd sätt, vilket har lett till att forskare har skapat olika teorier och modeller för att förklara olika kulturella mönster. Eftersom överföringen av kulturella beståndsdelar och deras förändring påminner om naturligt urval och biologisk evolution, så har teorierna samlats under begreppet kulturell evolution.

## Olika inriktningar
Memetiska teorier tar sin utgångspunkt i Richard Dawkins mem-teori, som i sin efterföljd lett till en icke-biologisk och icke-sociobiologisk evolutionsteori – memetiken – som tar sin utgångspunkt i Darwin, Dawkins, m.fl. Memetiken bygger på mem-begreppet som innebär att varje typ av "replikator" (enhet som sprider sig) ger evolution om tre villkor uppfylls: (1) variation bland dem, (2) selektion bland dem och (3) differentierad nedärvning (eller motsvarande). Memetiken söker alltså förklara kulturell evolution darwinistiskt men icke-biologiskt. Samhällens utveckling kan alltså memetiskt ses som exempelvis institutionell evolution memetiskt-darwinistiskt.[källa behövs]